# Campion vittatus
Campion vittatus là một loài côn trùng trong họ Mantispidae thuộc bộ Neuroptera. Loài này được Guérin-Ménéville in Duperry miêu tả năm 1831.